# Фридель, Шарль
Шарль Фридель (фр. Charles Friedel; 12 марта 1832, Страсбург — 20 апреля 1899, Монтобан) — французский химик-органик и минералог, член Парижской Академии наук (1878).

## Биография
В 1852 окончил Страсбургский университет. С 1876 профессор Парижского университета.

## Основные работы
Фридель впервые синтезировал ряд органических соединений: молочную кислоту из бромпропионовой кислоты (1861), изопропиловый спирт (1862) и глицерин — из ацетона (1873), мелиссиновую (1880) и мезокамфорную (1889) кислоты. Совместно с Дж. Крафтсом исследовал органические соединения кремния (1863—70); установил четырёхвалентность кремния (и титана) и обнаружил сходство некоторых соединений кремния с соединениями углерода. С именем Фриделя связана реакция Фриделя — Крафтса. Фридель получил искусственно кварц, тридимит, рутил, топаз и др.; изучал пироэлектричество кристаллов. Иностранный член-корреспондент Петербургской Академии наук (1894).